# The Bounty
The Bounty es una película británica de 1984, del género drama histórico, dirigida por Roger Donaldson. Protagonizada por Mel Gibson, Anthony Hopkins, Liam Neeson, Daniel Day-Lewis, Bernard Hill, Laurence Olivier y Edward Fox en los papeles principales. El guion está basado en la novela Captain Bligh and Mr. Christian (1972) de Richard Hough que trata de un episodio de la vida real del entonces capitán de corbeta, William Bligh de la Marina Real Británica que fue objeto de un motín liderado por el capitán de marina mercante y primer oficial, Fletcher Christian. 

## Argumento
En el siglo XVIII el HMAV Bounty tiene el encargo de viajar a Tahití para recoger plantas del árbol del pan, y transportarlas a las islas del Caribe, donde serán multiplicadas para producir un alimento barato destinado a los esclavos. Debido a una fuerte tormenta, el barco llega tarde a Tahití y no puede recoger las plantas, por lo que debe esperar varios meses hasta poder hacerlo. Durante este tiempo los marineros, incluido el primer oficial, Fletcher Christian (Mel Gibson), se dedican a descansar y a la buena vida. Muchos de ellos se emparejan con mujeres nativas. Christian incluso establece una relación matrimonial con una de ellas. Cuando llega el momento de partir, el capitán Bligh (Anthony Hopkins) tiene grandes dificultades en establecer nuevamente la disciplina. Al cabo de unos días de navegación, en los que la tensión va en aumento, se produce un motín.

## Comentarios
- Las dos versiones anteriores realizadas sobre los hechos históricos acaecidos en la HMS Bounty fueron protagonizadas por Clark Gable y por Marlon Brando, respectivamente, en el papel del primer oficial Fletcher Christian. En estas dos películas, sin embargo, se presentaban las causas del motín como imputables al capitán por su despotismo. Esta nueva versión se ajusta mucho más a la realidad. La música es compuesta por Vangelis, contribuyendo a crear la ambientación requerida para la película.

## Personajes, elenco y doblaje
| Actor               | Personaje          | Doblador (hispano)    |
| ------------------- | ------------------ | --------------------- |
| Mel Gibson          | Fletcher Christian | Carlos Becerril       |
| Anthony Hopkins     | Tte. William Bligh | Jorge Lapuente        |
| Liam Neeson         | Charles Churchill  | Salvador Delgado      |
| Daniel Day-Lewis    | Tte. John Fryer    | Rafael Rivera         |
| Bernard Hill        | William Cole       | Bardo Miranda         |
| Laurence Olivier    | Almirante Hood     |                       |
| Edward Fox          | Capitán Greetham   | Carlos Águila         |
| Philip Davis        | Edward Young       | Jesse Conde           |
| Philip Martin Brown | John Adams         | José Gilberto Vilchis |
| Simon Chandler      | David Nelson       | Enrique Mederos       |
| Simon Adams         | Peter Heywood      | Víctor Ugarte         |
| Malcolm Terris      | Dr. John Huggan    |                       |
| Wi Kuki Kaa         | Rey Tynah          | Sergio Castillo       |
| Tevaite Vernette    | Mauatua            | Mayra Arellano        |

### Cine
En sus numerosas versiones cinematográficas ha tenido diferentes traducciones al español: Motín del Bounty, Motín a bordo, Rebelión a bordo o La tragedia de la Bounty.
- The Mutiny of the Bounty (1916), película muda australiana dirigida por Raymond Longford y protagonizada por John Storm.
- In the Wake of the Bounty (1933), película australiana dirigida por Charles Chauvel y protagonizada por Errol Flynn y Mayne Lynton.
- Mutiny on the Bounty (1935), película estadounidense dirigida por Frank Lloyd y protagonizada por Charles Laughton y Clark Gable. Basada en las tres novelas de Nordhoff y Hall (Mutiny on the Bounty).
- Mutiny on the Bounty (1962), película estadounidense dirigida por Lewis Milestone y protagonizada por Marlon Brando, Trevor Howard y Richard Harris. Basada en las tres novelas de Nordhoff y Hall (Mutiny on the Bounty).
- The Bounty (1984), película británica dirigida por Roger Donaldson y protagonizada por Anthony Hopkins, Mel Gibson, Laurence Olivier, Liam Neeson y Daniel Day-Lewis. Basada en la novela de Richard Hough (Captain Bligh & Mr. Christian).

### Literatura
- La verdadera historia del motín de la Bounty (1789, The Bounty Mutiny), crónica autobiográfica de William Bligh, capitán del barco HMS Bounty.
- Los amotinados de la Bounty (1879, Les Révoltés de la Bounty, publicado en el libro Los quinientos millones de la Begún), relato de Julio Verne.
- El motín de la Bounty (1932, Mutiny on the Bounty), trilogía de novelas de Charles Nordhoff y James Norman Hall.
- El motín de la Bounty (1959, Die Meuterei auf der Bounty), novela de Günter Sachse.
- Capitán Bligh y Mr. Christian (1972, Captain Bligh & Mr. Christian), novela de Richard Hough.
- La pesadilla portátil del Capitán Bligh: Desde la Bounty a salvo - 4.162 millas a través del Pacífico en un barco de remos (2000, Captain Bligh's Portable Nightmare: From the Bounty to Safety - 4,162 Miles Across the Pacific in a Rowing Boat), ensayo de John Toohey.
- La Bounty (2004, The Bounty), novela de Caroline Alexander.
- Motín en la Bounty (2008, Mutiny on the Bounty), novela de John Boyne.